# 지역문화교류호남재단
지역문화교류호남재단은 지역간 문화교류의 활성화, 문화적 다양성을 존중하는 상호이해와 협력증진을 통해 문화의 발전과 창달에 기여, 지역에서 축적된 문화창조, 문화향유 역량과 학술연구 능력을 바탕으로 교류연대 등을 목적으로 2005년 12월 21일 설립된 문화체육관광부 소관의 재단법인이다. 사무실은 광주광역시 동구 금남로 3가 1-5 삼호별관 2층에 있다.

## 주요 사업
- 문화예술, 문화산업, 문화교육의 진흥과 문화유산 보존을 위한 연구조사활동
- 문화 전문 인력양성 및 청소년․시민 문화교육 프로그램 운영
- 지역문화 및 지역특성화 학술분야의 교류 연대사업 실천과 지원
- 지역문화, 한국문화, 세계문화의 발전 패러다임 창출을 위한 비전연구
- 국내외 각종 학술행사 및 문화행사 개최, 연구․학술, 행사 출판물 간행 등